# Marko Topić
Marko Topić (Oštra Luka, 1º gennaio 1976) è un ex calciatore bosniaco, di ruolo attaccante.

## Carriera

### Club
Inizia la carriera nelle giovanili della Dinamo Zagabria per poi passare nel 1995 all'FC Wil, in Svizzera, dove mette a segno 8 reti in 10 presenze. Viene così chiamato nel massimo campionato svizzero a vestire la maglia dello Zurigo e anche con una delle formazioni più titolate del torneo non sfigura.
Torna in terra slava la stagione successiva, rispondendo alla chiamata dei croati del NK Varteks Varaždin. L'anno successivo il passaggio in Italia al Monza dove mette a segno 11 reti in due stagioni.
Trascorse poi quattro stagioni in Germania con Energie Cottbus e Wolfsburg, per poi approdare in Russia, prima al Kryl'ja Sovetov Samara e in seguito al Saturn.

### Nazionale
Vanta 24 presenze e 2 reti con la Nazionale bosniaca.

## Statistiche

### Cronologia presenze e reti in nazionale
| Cronologia completa delle presenze e delle reti in nazionale ― Bosnia ed Erzegovina | Cronologia completa delle presenze e delle reti in nazionale ― Bosnia ed Erzegovina | Cronologia completa delle presenze e delle reti in nazionale ― Bosnia ed Erzegovina | Cronologia completa delle presenze e delle reti in nazionale ― Bosnia ed Erzegovina | Cronologia completa delle presenze e delle reti in nazionale ― Bosnia ed Erzegovina | Cronologia completa delle presenze e delle reti in nazionale ― Bosnia ed Erzegovina | Cronologia completa delle presenze e delle reti in nazionale ― Bosnia ed Erzegovina | Cronologia completa delle presenze e delle reti in nazionale ― Bosnia ed Erzegovina |
| Data                                                                                | Città                                                                               | In casa                                                                             | Risultato                                                                           | Ospiti                                                                              | Competizione                                                                        | Reti                                                                                | Note                                                                                |
| ----------------------------------------------------------------------------------- | ----------------------------------------------------------------------------------- | ----------------------------------------------------------------------------------- | ----------------------------------------------------------------------------------- | ----------------------------------------------------------------------------------- | ----------------------------------------------------------------------------------- | ----------------------------------------------------------------------------------- | ----------------------------------------------------------------------------------- |
| 5-11-1997                                                                           | Tunisi                                                                              | Tunisia                                                                             | 2 – 1                                                                               | Bosnia ed Erzegovina                                                                | Amichevole                                                                          | -                                                                                   | 68’                                                                                 |
| 3-6-1998                                                                            | Skopje                                                                              | Macedonia                                                                           | 1 – 1                                                                               | Bosnia ed Erzegovina                                                                | Amichevole                                                                          | -                                                                                   | 25’                                                                                 |
| 10-10-1998                                                                          | Sarajevo                                                                            | Bosnia ed Erzegovina                                                                | 1 – 3                                                                               | Rep. Ceca                                                                           | Qual. Euro 2000                                                                     | 1                                                                                   | 62’                                                                                 |
| 14-10-1998                                                                          | Vilnius                                                                             | Lituania                                                                            | 4 – 2                                                                               | Bosnia ed Erzegovina                                                                | Qual. Euro 2000                                                                     | -                                                                                   | 76’                                                                                 |
| 10-3-1999                                                                           | Budapest                                                                            | Ungheria                                                                            | 1 – 1                                                                               | Bosnia ed Erzegovina                                                                | Amichevole                                                                          | -                                                                                   | 85’                                                                                 |
| 5-6-1999                                                                            | Sarajevo                                                                            | Bosnia ed Erzegovina                                                                | 2 – 0                                                                               | Lituania                                                                            | Qual. Euro 2000                                                                     | -                                                                                   | 86’                                                                                 |
| 9-6-1999                                                                            | Toftir                                                                              | Fær Øer                                                                             | 2 – 2                                                                               | Bosnia ed Erzegovina                                                                | Qual. Euro 2000                                                                     | -                                                                                   | 88’                                                                                 |
| 4-9-1999                                                                            | Sarajevo                                                                            | Bosnia ed Erzegovina                                                                | 1 – 2                                                                               | Scozia                                                                              | Qual. Euro 2000                                                                     | -                                                                                   |                                                                                     |
| 8-9-1999                                                                            | Teplice                                                                             | Rep. Ceca                                                                           | 3 – 0                                                                               | Bosnia ed Erzegovina                                                                | Qual. Euro 2000                                                                     | -                                                                                   | 72’                                                                                 |
| 5-10-1999                                                                           | Glasgow                                                                             | Scozia                                                                              | 1 – 0                                                                               | Bosnia ed Erzegovina                                                                | Qual. Euro 2000                                                                     | -                                                                                   | 76’                                                                                 |
| 9-10-1999                                                                           | Tallinn                                                                             | Estonia                                                                             | 1 – 4                                                                               | Bosnia ed Erzegovina                                                                | Qual. Euro 2000                                                                     | -                                                                                   |                                                                                     |
| 29-3-2000                                                                           | Zenica                                                                              | Bosnia ed Erzegovina                                                                | 1 – 0                                                                               | Macedonia                                                                           | Amichevole                                                                          | -                                                                                   | 46’                                                                                 |
| 16-8-2000                                                                           | Sarajevo                                                                            | Bosnia ed Erzegovina                                                                | 2 – 0                                                                               | Turchia                                                                             | Amichevole                                                                          | 1                                                                                   | 46’                                                                                 |
| 2-9-2000                                                                            | Sarajevo                                                                            | Bosnia ed Erzegovina                                                                | 1 – 2                                                                               | Spagna                                                                              | Qual. Mondiali 2002                                                                 | -                                                                                   | 80’                                                                                 |
| 11-10-2000                                                                          | Tel Aviv                                                                            | Israele                                                                             | 3 – 1                                                                               | Bosnia ed Erzegovina                                                                | Qual. Mondiali 2002                                                                 | -                                                                                   | 79’                                                                                 |
| 28-2-2001                                                                           | Zenica                                                                              | Bosnia ed Erzegovina                                                                | 1 – 1                                                                               | Ungheria                                                                            | Amichevole                                                                          | -                                                                                   | 61’                                                                                 |
| 24-3-2001                                                                           | Sarajevo                                                                            | Bosnia ed Erzegovina                                                                | 1 – 1                                                                               | Austria                                                                             | Qual. Mondiali 2002                                                                 | -                                                                                   | 83’                                                                                 |
| 28-3-2001                                                                           | Vaduz                                                                               | Liechtenstein                                                                       | 0 – 3                                                                               | Bosnia ed Erzegovina                                                                | Qual. Mondiali 2002                                                                 | -                                                                                   | 63’                                                                                 |
| 15-8-2001                                                                           | Sarajevo                                                                            | Bosnia ed Erzegovina                                                                | 2 – 0                                                                               | Malta                                                                               | Amichevole                                                                          | -                                                                                   | 79’                                                                                 |
| 1-9-2001                                                                            | Sarajevo                                                                            | Bosnia ed Erzegovina                                                                | 0 – 0                                                                               | Israele                                                                             | Qual. Mondiali 2002                                                                 | -                                                                                   | 74’                                                                                 |
| 5-9-2001                                                                            | Vienna                                                                              | Austria                                                                             | 2 – 0                                                                               | Bosnia ed Erzegovina                                                                | Qual. Mondiali 2002                                                                 | -                                                                                   | 71’                                                                                 |
| 17-4-2002                                                                           | Zagabria                                                                            | Croazia                                                                             | 2 – 0                                                                               | Bosnia ed Erzegovina                                                                | Amichevole                                                                          | -                                                                                   | 66’                                                                                 |
| 1-4-2009                                                                            | Zenica                                                                              | Bosnia ed Erzegovina                                                                | 2 – 1                                                                               | Belgio                                                                              | Qual. Mondiali 2010                                                                 | -                                                                                   | 90’                                                                                 |
| 9-6-2009                                                                            | Cannes                                                                              | Bosnia ed Erzegovina                                                                | 2 – 1                                                                               | Oman                                                                                | Amichevole                                                                          | -                                                                                   | 46’                                                                                 |
| Totale                                                                              |                                                                                     | Presenze                                                                            | 24                                                                                  |                                                                                     | Reti                                                                                | 2                                                                                   |                                                                                     |